# Rafael Baronesi
Rafael Baronesi (Rio de Janeiro, 19 de fevereiro de 1981) é um apresentador e ator brasileiro. Ficou conhecido por comandar o Zapping Zone, no Disney Channel Brasil.

## Carreira
Rafael começou a estudar teatro quando tinha 14 anos. Estudou teatro por 4 anos e, com 17 anos, teve sua estreia profissional nos palcos.
Ficou famoso quando entrou em 2004, no programa Zapping Zone, com Fabíola Ribeiro. No programa, além de ser ele mesmo, "Rafa", assim como é conhecido, interpreta o crítico personagem do jogo do ZZ. Apresentava o programa com Thays Gorga, Daniel Bianchin e Yasmim Manaia. Em 2011, Rafael foi contratado pelo canal de compras 24h, Shoptime. Em 2018, foi contratado pela Band para apresentar a nova versão do Vídeo News.

## Filmografia
| Ano     | Título                         | Cargo                    | Notas                                |
| ------- | ------------------------------ | ------------------------ | ------------------------------------ |
| 2001    | Laços de Família               | Nathan                   | Episódio: "30 de janeiro de 2001"    |
| 2003    | Kubanacan                      | Rubito                   | Episódio: "13 de novembro de 2003"   |
| 2004    | Um Só Coração                  | Rubens                   | Episódio: "10 de janeiro de 2004"    |
| 2004–09 | Zapping Zone                   | Apresentador             |                                      |
| 2008    | High School Musical: A Seleção | Repórter                 |                                      |
| 2008    | Disney Channel Games           | Participante             |                                      |
| 2010    | Cama de Gato                   | Kleber                   | Episódio: "19–20 de janeiro de 2010" |
| 2011–17 | Shoptime                       | Apresentador             |                                      |
| 2018    | Vídeo News                     | Apresentador             |                                      |
| 2018    | Deus Salve o Rei               | Rei Carlos de Monferrato | Participação especial                |
| 2022    | Travessia                      | DJ                       | Episódio: "24 de dezembro"           |
| 2023    | Vai na Fé                      | Dr. Jorge                | Episódio: "02 de agosto"             |

## Teatro
- Aniversário de Casamento[7]
- O Ateneu
- Juventude Conturbada[8]
- Nerium Park[9]